# Azerbeidzjan op de Olympische Zomerspelen 2008

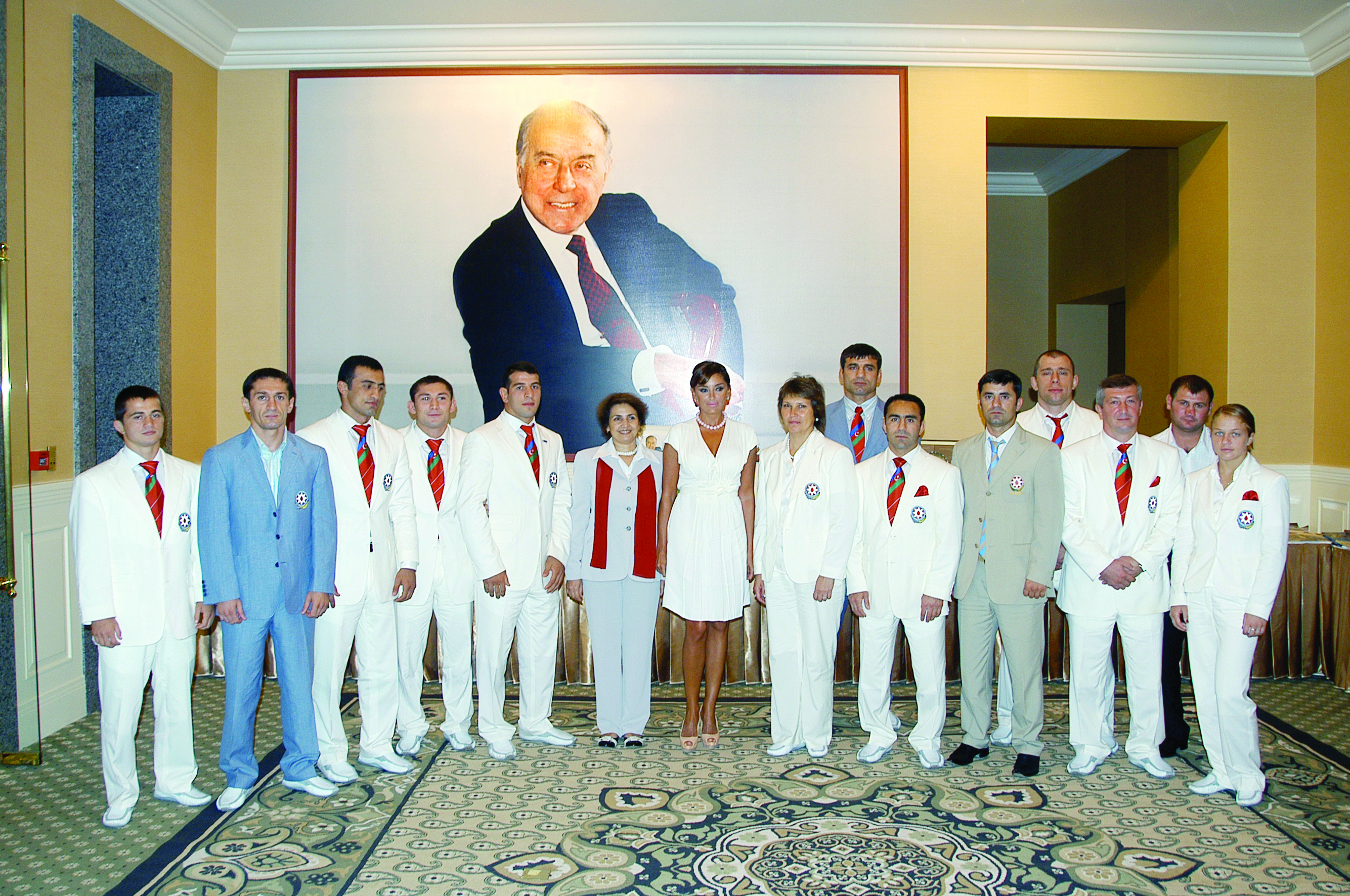
Olympische ploeg

Azerbeidzjan nam deel aan de Olympische Zomerspelen 2008 in Peking, China. Azerbeidzjan debuteerde op de Zomerspelen in 1996 en deed in 2008 voor de vierde keer mee. Voor het eerst werd van elke kleur ten minste één medaille gewonnen.

## Medailleoverzicht
| Sport     | Olympiër         | Discipline                    | Medaille |
| --------- | ---------------- | ----------------------------- | -------- |
| Judo      | Elnur Mammadli   | tot 73 kg (m)                 | Goud     |
| Worstelen | Rovshan Bayramov | grieks-romeins, tot 55 kg (m) | Zilver   |
| Boksen    | Shalin Irmanov   | vedergewicht (tot 57 kg) (m)  | Brons    |
| Judo      | Movlud Miraliyev | tot 100 kg (m)                | Brons    |
| Worstelen | Khetag Gazyumov  | vrije stijl, tot 96 kg (m)    | Brons    |
| Worstelen | Mariya Stadmik   | vrije stijl, tot 48 kg (v)    | Brons    |

* Op 17 november 2016 raakte Vitaly Rahimov zijn zilveren medaille, behaald in het worstelen (Grieks-Romeins, -60 kg), kwijt.

## Deelnemers en resultaten per onderdeel

### Atletiek
| Olympiër       | Discipline | Resultaat | Prestatie                                            |
| -------------- | ---------- | --------- | ---------------------------------------------------- |
| Ruslan Abbasov | 100m (m)   | 50e       | serie 9: 5e in 10,58                                 |
| Ramil Guliyev  | 200m (m)   | 24e       | serie 7: 2e in 20,78 kwartfinale 4: 5e in 20,66 (NR) |

### Boksen
| Olympiër       | Discipline | Resultaat | Prestatie |
| -------------- | ---------- | --------- | --- |
| Samir Mammadov | -51kg (m)  | 9e        | 1e ronde: W van MAR Nhaila: 19-4 2e ronde: V van THA Jongjohor: 10-2                                                                               |
| Shahin Imranov | -57kg (m)  | Brons     | 1e ronde: W van KAZ Jafarov: 9-5 2e ronde: W van GEO Izoria: 18-9 kwartfinale: W van CUB Torriente: 16-14 halve finale: V van FRA Djelkhir: opgave |

### Gewichtheffen
| Olympiër        | Discipline | Resultaat | Prestatie                                                 |
| --------------- | ---------- | --------- | --------------------------------------------------------- |
| Sardar Hasanov  | -62kg (m)  | DNF       | trekken: 12e met 128kg stoten: geen geldige poging        |
| Afgan Bayramov  | -69kg (m)  | 7e        | trekken: 10e met 145kg stoten: 7e met 175kg totaal: 320kg |
| Turan Mirzayev  | -69kg (m)  | 5e        | trekken: 8e met 146kg stoten: 5e met 181kg totaal: 327kg  |
| Intigam Zahirov | -85kg (m)  | 9e        | trekken: 8e met 166kg stoten: 9e met 195kg totaal: 361kg  |
| Nizami Pashayev | -94kg (m)  | 5e        | trekken: 2e met 181kg stoten: 5e met 215kg totaal: 396kg  |

### Gymnastiek
| Olympiër                                                                                  | Discipline  | Resultaat | Prestatie |
| Ritmisch                                                                                  | Ritmisch    | Ritmisch  | Ritmisch |
| ----------------------------------------------------------------------------------------- | ----------- | --------- | --- |
| Aliya Garayeva                                                                            | individueel | 6e        | kwalificatie: 7e touw: 3e met 17,875 punten hoepel: 9e met 16,850 punten knotsen: 5e met 17,625 punten lint: 7e met 16,850 punten totaal: 69,200 punten finale: 6e touw: 6e met 17,750 punten hoepel: 4e met 18,075 punten knotsen: 6e met 17,225 punten lint: 8e met 16,625 punten totaal: 69,675 punten |
| Dinara Gimatova                                                                           | individueel | 11e       | kwalificatie: 11e touw: 15e met 16,275 punten hoepel: 12e met 16,775 punten knotsen: 9e met 16,600 punten lint: 5e met 16,875 punten totaal: 66,525 punten |
| Anna Bitieva Dina Gorina Vafa Huseynova Anastasiya Prasolova Alina Trepina Valeriya Yegay | team        | 7e        | kwalificatie: 8e touwen: 8e met 15,575 punten hoepel/knotsen: 7e met 15,875 punten totaal: 31,450 punten finale: 7e touwen: 6e met 16,075 punten hoepel/knotsen: 7e met 15,500 punten totaal: 31,575 punten                                                                                               |

### Judo
| Olympiër         | Discipline | Resultaat | Prestatie |
| ---------------- | ---------- | --------- | --- |
| Ramil Gasimov    | -66kg (m)  | 21e       | voorronde: vrij 1e ronde: V van RUS Gadanov: waza-ari |
| Elnur Mammadli   | -73kg (m)  | Goud      | 1e ronde: W van BEL Van Tichelt: ippon 2e ronde: W van Semenov: ippon kwartfinale: W van PRK Chol Su: waza-ari halve finale: W van IRI Maloumat: ippon finale: W van KOR Ki-Chun: ippon                   |
| Mehman Azizov    | -81kg (m)  | 13e       | voorronde: vrij 1e ronde: V van GER Bischof: yuko herkansingen 1: V van USA Stevens: waza-ari |
| Elkhan Mammadov  | -90kg (m)  | 9e        | 1e ronde: W van TJK Asranqulov: yuko 2e ronde: W van UZB Nabiev: waza-ari kwartfinale: V van GEO Tsirekidze: ippon herkansingen: V van EGY Mesbah: yuko                                                   |
| Movlud Miraliyev | -100kg (m) | Brons     | 1e ronde: W van ALG Azzoun: ippon 2e ronde: W van GEO Zjorzjoliani: yuko kwartfinale: W van ROU Brata: waza-ari halve finale: V van MGL Tüvshinbayar: yuko bronzen finale: W van POL Matyjaszek: waza-ari |
|                  |            |           | |
| Kifayat Gasimova | -57kg (v)  | 15e       | voorronde: vrij 1e ronde: V van JPN Sato: ippon |

### Paardensport
| Olympiër       | Discipline     | Resultaat      | Prestatie                                                            |
| Springconcours | Springconcours | Springconcours | Springconcours                                                       |
| -------------- | -------------- | -------------- | -------------------------------------------------------------------- |
| Jamal Rahimov  | individueel    | DNF            | kwalificatie: 1e ronde: 14e met 1 strafpunt 2e ronde: niet gefinisht |

### Schietsport
| Olympiër               | Discipline | Resultaat | Prestatie                                  |
| ---------------------- | ---------- | --------- | ------------------------------------------ |
| Zemfira Meftahatdinova | skeet (v)  | 15e       | kwalificatie: 15e met 63 punten (22-21-20) |

### Taekwondo
| Olympiër       | Discipline | Resultaat | Prestatie |
| -------------- | ---------- | --------- | --- |
| Rashad Ahmadov | -80kg (m)  | 5e        | voorronde: W van QAT Hikmat Sarhan: 5-0 kwartfinale: W van CAN Michaud: 0-0 halve finale: V van IRI Saei: 1-4 bronzen finale: V van USA López: 2-3 |

### Worstelen
| Olympiër                   | Discipline  | Resultaat   | Prestatie |
| Vrije stijl                | Vrije stijl | Vrije stijl | Vrije stijl |
| -------------------------- | ----------- | ----------- | --- |
| Namig Sevdimov             | -55kg (m)   | 5e          | kwalificatie: vrij 1e ronde: W van PRK Kyong-il: 3-1 kwartfinale: W van KOR Hyo-sub: 3-1 halve finale: V van USA Cejudo: 1-3 bronzen finale: V van BUL Velikov: 1-3                      |
| Zelimkhan Huseynov         | -60kg (m)   | 5e          | kwalificatie: V van RUS Batirov: 0-3 herkansingen 1: W van CUB Quintana: 3-1 herkansingen 2: W van MKD Ramazanov: 3-1 bronzen finale: V van IRI Mohammadi: 1-3                           |
| Emin Azizov                | -66kg (m)   | 12e         | kwalificatie: W van SUI Sarrasin: 3-0 1e ronde: V van KAZ Spiridonov: 0-3 |
| Chamsulvara Chamsulvarayev | -74kg (m)   | 15e         | kwalificatie: vrij 1e ronde: V van BLR Gaidorov: 1-3 |
| Novruz Temrezov            | -84kg (m)   | 7e          | kwalificatie: W van MGL Ganzorig: 3-1 1e ronde: W van IRI Yazdani: 5-0 kwartfinale: V van RUS Ketoyev: 1-3                                                                               |
| Khetag Gazyumov            | -96kg (m)   | Brons       | kwalificatie: W van POL Gucman: 3-0 1e ronde: W van FRA Aka-Akesse: 3-0 kwartfinale: W van UZB Kurbanov: 3-0 halve finale: V van RUS Muradov: 1-3 bronzen finale: W van UKR Tibilov: 3-0 |
| Ali Isayev                 | -120kg (m)  | 14e         | kwalificatie: vrij 1e ronde: V van UZB Taymazov: 1-3 herkansingen: V van CUB Rodríguez: 0-5                                                                                              |
|                            |             |             | |
| Mariya Stadnik             | -48kg (v)   | Brons       | kwalificatie: vrij 1e ronde: V van CAN Huynh: 1-3 herkansingen 1: W van KOR Hyung-joo: 3-1 bronzen finale: W van KAZ Amanzhol: 3-1                                                       |
| Yelena Komarova            | -55kg (v)   | 15e         | 1e ronde: V van RUS Golts: 0-3 |
| Olesya Zamula              | -63kg (v)   | 16e         | kwalificatie: vrij 1e ronde: V van JPN Icho: 0-3 herkansingen 1: V van USA Miller: 0-5                                                                                                   |
| Grieks-Romeins             |             |             | |
| Rovshan Bayramov           | -55kg (m)   | Zilver      | kwalificatie: vrij 1e ronde: W van EGY Mohamed: 3-0 kwartfinale: W van CUB Hernández: 3-1 halve finale: W van ARM Amoyan: 3-1 finale: V van RUS Mankiev: 1-3                             |
| Vitaly Rahimov             | -55kg (m)   | DSQ*        | kwalificatie: W van CHN Jiang: 3-1 1e ronde: W van ROU Diaconu: 3-1 kwartfinale: W van BUL Armen Nazarjan: 3-1 halve finale: W van KAZ Tengizbayev: 3-0 finale: V van RUS Albiev: 0-3    |
| Farid Mansurov             | -66kg (m)   | 19e         | kwalificatie: vrij 1e ronde: V van UKR Vardanyan: 0-3 |
| Ilgar Abdulov              | -74kg (m)   | 12e         | kwalificatie: W van TUR Tüfenk: 3-1 1e ronde: V van RUS Samurgashev: 0-5 |
| Shalva Gadabadze           | -84kg (m)   | 8e          | kwalificatie: vrij 1e ronde: W van TUN Achouri: 3-0 kwartfinale: V van HUN Fodor: 1-3 herkansingen : V van CHN Sanyi: 1-3                                                                |
| Anton Botev                | -120kg (m)  | 10e         | kwalificatie: W van UZB Saldadze: 3-1 1e ronde: V van SWE Sjöberg: 0-3 |

- resultaten geschrapt na positieve dopingtest

### Zwemmen
| Olympiër            | Discipline          | Resultaat | Prestatie              |
| ------------------- | ------------------- | --------- | ---------------------- |
| Tural Abbasov       | 50m vrije slag (m)  | 78e       | serie 4: 4e in 26,31   |
|                     |                     |           |                        |
| Oksana Hatamkhanova | 100m schoolslag (m) | 46e       | serie 2: 6e in 1.20,22 |

Afghanistan · Albanië · Algerije · Amerikaanse Maagdeneilanden · Amerikaans-Samoa · Andorra · Angola · Antigua en Barbuda · Argentinië · Armenië · Aruba · Australië · Azerbeidzjan · Bahama's · Bahrein · Bangladesh · Barbados · België · Belize · Benin · Bermuda · Bhutan · Bolivia · Bosnië en Herzegovina · Botswana · Brazilië · Britse Maagdeneilanden · Bulgarije · Burkina Faso · Burundi · Cambodja · Canada · Centraal-Afrikaanse Republiek · Chili · China · Chinees Taipei · Colombia · Comoren · Congo-Brazzaville · Congo-Kinshasa · Cookeilanden · Costa Rica · Cuba · Cyprus · Denemarken · Djibouti · Dominica · Dominicaanse Republiek · Duitsland · Ecuador · Egypte · El Salvador · Equatoriaal-Guinea · Eritrea · Estland · Ethiopië · Fiji · Filipijnen · Finland · Frankrijk · Gabon · Gambia · Georgië · Ghana · Grenada · Griekenland · Groot-Brittannië · Guam · Guatemala · Guinee · Guinee‑Bissau · Guyana · Haïti · Honduras · Hongarije · Hongkong · Ierland · IJsland · India · Indonesië · Irak · Iran · Israël · Italië · Ivoorkust · Jamaica · Japan · Jemen · Jordanië · Kaaimaneilanden · Kaapverdië · Kameroen · Kazachstan · Kenia · Kirgizië · Kiribati · Koeweit · Kroatië · Laos · Lesotho · Letland · Libanon · Liberia · Libië · Liechtenstein · Litouwen · Luxemburg · Macedonië · Madagaskar · Malawi · Malediven · Maleisië · Mali · Malta · Marshalleilanden · Marokko · Mauritanië · Mauritius · Mexico · Micronesië · Moldavië · Monaco · Mongolië · Montenegro · Mozambique · Myanmar · Namibië · Nauru · Nederland · Nederlandse Antillen · Nepal · Nicaragua · Nieuw-Zeeland · Niger · Nigeria · Noord-Korea · Noorwegen · Oeganda · Oekraïne · Oezbekistan · Oman · Oostenrijk · Oost‑Timor · Pakistan · Palau · Palestina · Panama · Papoea-Nieuw-Guinea · Paraguay · Peru · Polen · Portugal · Puerto Rico · Qatar · Roemenië · Rusland · Rwanda · Saint Kitts en Nevis · Saint Lucia · Saint Vincent en Grenadines · Salomonseilanden · Samoa · San Marino · Sao Tomé en Principe · Saoedi-Arabië · Senegal · Servië · Seychellen · Sierra Leone · Singapore · Slovenië · Slowakije · Soedan · Somalië · Spanje · Sri Lanka · Suriname · Swaziland · Syrië · Tadzjikistan · Tanzania · Thailand · Togo · Tonga · Trinidad en Tobago · Tsjaad · Tsjechië · Tunesië · Turkije · Turkmenistan · Tuvalu · Uruguay · Vanuatu · Venezuela · Verenigde Arabische Emiraten · Verenigde Staten · Vietnam · Wit-Rusland · Zambia · Zimbabwe · Zuid-Afrika · Zuid-Korea · Zweden · Zwitserland
Uitgesloten van deelname: Brunei